# Vil·la Maria (Alella)
La Vil·la Maria és una obra d'Alella (Maresme) inclosa a l'Inventari del Patrimoni Arquitectònic de Catalunya.

## Descripció
Edifici civil. Casa de planta quadrada, de tres pisos i de grans dimensions, adaptada a un desnivell del terreny molt pronunciat. Té un ampli jardí circumdant que està tancat per un mur que ocupa tota la cantonada entre la Riera i el Camí de Tiana. Precisament en aquesta cantonada és de destacar una pèrgola per decorar una terrassa, formada per una embigada de fusta suportada per columnes de maó de tipus espiral -salomòniques-, resultat del desplaçament continu en la col·locació dels maons. A l'angle pròpiament hi ha un petit balcó semicircular, amb la barana de fusta, avui trencada. A la porxada de la casa també hi ha arcades sostingudes per columnes del tipus esmentat.